# Randolph Jerome
Randolph Jerome (né le 2 février 1978 à Georgetown en Guyana) est un joueur de football guyanien. Il joue au poste attaquant dans le club des North East Stars.
Il a été sélectionné à plusieurs reprises en sélection nationale de Guyana.